# ناحیه نبل
ناحیه نبل (به عربی: ناحیة نبل) یک ناحیه در سوریه است که در منطقه اعزاز واقع شده‌است. ناحیه نبل ۵۱٬۹۴۸ نفر جمعیت دارد.